# Argentan
Argentan [aʁʒɑ̃tɑ̃] ist eine französische Stadt mit 13.494 Einwohnern (Stand 1. Januar 2022) im Département Orne in der Region Normandie. Sie gehört zum Arrondissement Argentan und ist Verwaltungssitz des Gemeindeverbands Terres d’Argentan Interco. Argentan ist eine der beiden Unterpräfekturen des Départements Orne. Die Bureaux centralisateurs der Kantone Argentan-1 und Argentan-2 befinden sich in Argentan. Die Bewohner werden Argentanais und Argentanaises genannt.
Die Stadt erhielt 2023 die Auszeichnung „Drei Blumen“, die vom Conseil national des villes et villages fleuris (CNVVF) im Rahmen des jährlichen Wettbewerbs der blumengeschmückten Städte und Dörfer verliehen wird.

## Geografie

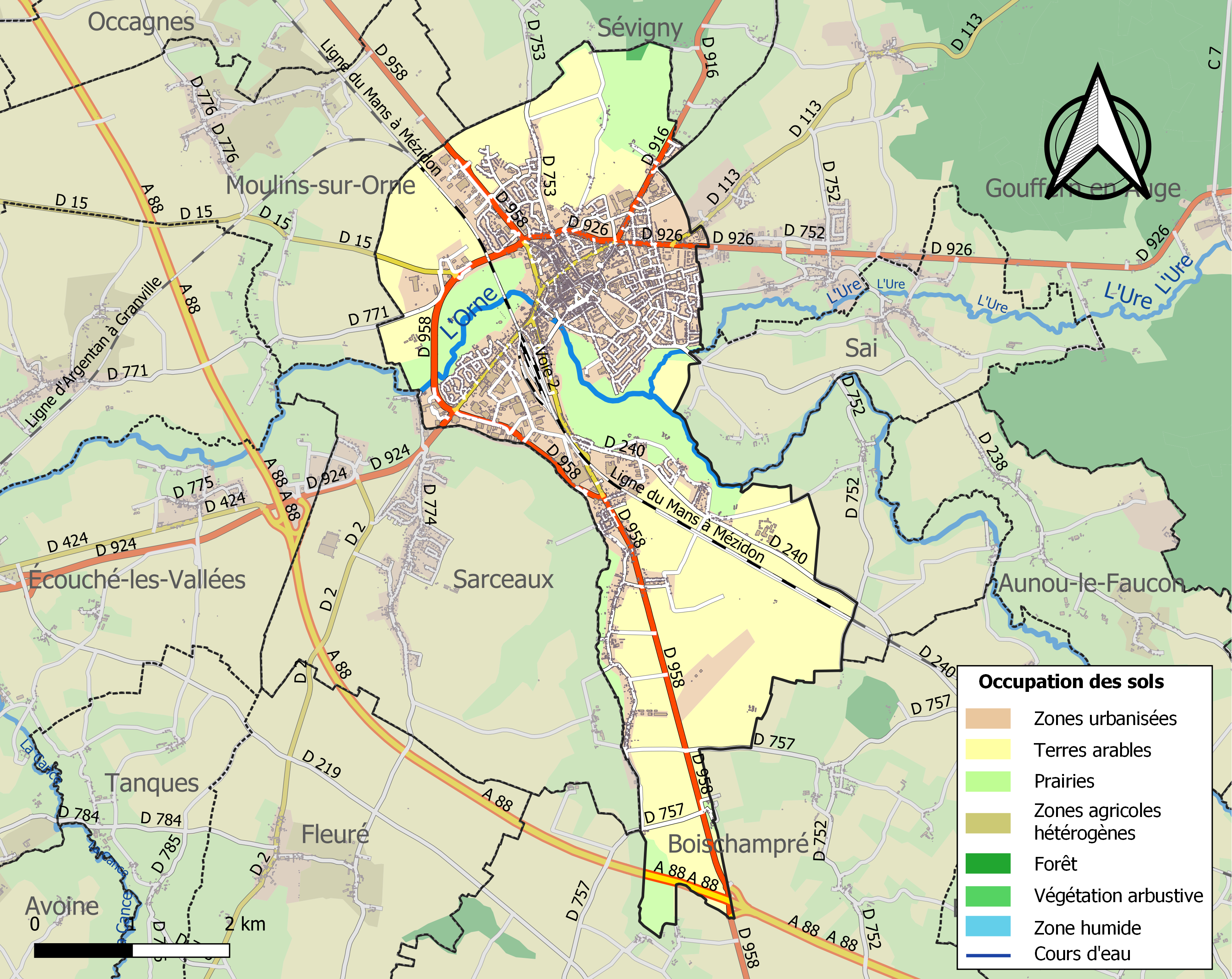
Bodennutzung, Hydrografie und Infrastruktur der Gemeinde (2018)

Die Stadt Argentan liegt in der Plaine d’Argentan, einer bevorzugt mit Getreide bebauten Ebene, etwa 36 Kilometer nordnordwestlich von Alençon und etwa 55 Kilometer südsüdöstlich von Caen. Die Stadt gilt als Tor zum nahe gelegenen Regionalen Naturpark Normandie-Maine. Sie befindet sich beidseits der Orne, die sie von Ost nach West durchströmt. Das Stadtgebiet wird außerdem von den Nebenflüssen Baize und Ure entwässert. Das Stadtzentrum liegt auf einer Höhe von etwa 165 m, leicht erhöht über dem Flussbett der Orne. Das Relief des Gebiets steigt im Norden auf eine maximale Erhöhung von 228 m an.
Teile des Gebiets von Argentan gehören zum Natura 2000-Schutzgebiet „Haute vallée de l'Orne et affluents“ (FR2500099) und von fünf ZNIEFF-Naturzonen. Rund 62 % der Fläche der Gemeinde werden landwirtschaftlich genutzt, der Anteil bebauter Flächen beträgt rund 23 %, der industriellen oder gewerblichen Flächen rund 13 %, auf künstlich angelegte, nicht landwirtschaftliche Grünflächen entfallen rund 2 % (Stand: 2018).
Der Meridian von Greenwich durchquert die Stadt östlich des Stadtkerns.
Umgeben wird Argentan von den sieben Nachbargemeinden:
|                  | Sévigny                                     | Gouffern en Auge |
| Moulins-sur-Orne | Kompassrose, die auf Nachbargemeinden zeigt | Sai              |
| Sarceaux         | Boischampré                                 | Juvigny-sur-Orne |

## Klima
|                        | Jan | Feb | Mär  | Apr | Mai  | Jun  | Jul  | Aug  | Sep  | Okt  | Nov  | Dez |   |      |
| Mittl. Temperatur (°C) | 4,4 | 4,5 | 6,8  | 9,6 | 12,9 | 16,3 | 18   | 17,7 | 15,2 | 12   | 7,7  | 4,9 | ⌀ | 10,9 |
| Mittl. Tagesmax. (°C)  | 6,8 | 7,6 | 10,8 | 14  | 17   | 20,5 | 22,3 | 22   | 19,4 | 15,3 | 10,3 | 7,3 | ⌀ | 14,5 |
| Mittl. Tagesmin. (°C)  | 2   | 1,7 | 3,1  | 5,2 | 8,6  | 11,7 | 13,6 | 13,5 | 11,2 | 8,9  | 5,2  | 2,5 | ⌀ | 7,3  |
|                        |     |     |      |     |      |      |      |      |      |      |      |     |   |      |
| Niederschlag (mm)      | 67  | 57  | 58   | 65  | 69   | 66   | 57   | 58   | 55   | 68   | 68   | 75  | Σ | 763  |
|                        |     |     |      |     |      |      |      |      |      |      |      |     |   |      |
| Sonnenstunden (h/d)    | 2,8 | 3,8 | 5,2  | 7,1 | 7,5  | 8,4  | 8,5  | 7,8  | 6,5  | 4,7  | 3,4  | 3,1 | ⌀ | 5,7  |
|                        |     |     |      |     |      |      |      |      |      |      |      |     |   |      |
| Regentage (d)          | 9   | 9   | 8    | 9   | 9    | 7    | 8    | 7    | 7    | 8    | 9    | 10  | Σ | 100  |
|                        |     |     |      |     |      |      |      |      |      |      |      |     |   |      |
| Luftfeuchtigkeit (%)   | 87  | 83  | 79   | 74  | 74   | 72   | 71   | 72   | 76   | 82   | 87   | 87  | ⌀ | 78,6 |

| 2 |

| 1,7 |

| 3,1 |

| 5,2 |

| 8,6 |

| 11,7 |

| 13,6 |

| 13,5 |

| 11,2 |

| 8,9 |

| 5,2 |

| 2,5 |

| 2 |

| 1,7 |

| 3,1 |

| 5,2 |

| 8,6 |

| 11,7 |

| 13,6 |

| 13,5 |

| 11,2 |

| 8,9 |

| 5,2 |

| 2,5 |

Das Klima ist als Ozeanklima (Cfb-Klima) nach Köppen und Geiger klassifiziert. Das gemäßigt warme Klima ist stark vom Meer beeinflusst und ist deshalb selbst im Winter nahezu frostfrei. Es gibt viel Niederschlag, selbst im trockensten Monat September. Die Luftfeuchtigkeit ist das ganze Jahr über hoch. Die Angaben von Temperatur, Niederschlag, Regentage und Luftfeuchtigkeit basieren auf Daten von 1991 bis 2021, Sonnenstunden auf Daten von 1999 bis 2019.

## Geschichte
Argentan wurde in einer Senke entlang der Orne gegründet. In der Antike hieß der Ort Vagoritum und war Zentrum der gallischen Arvier. Als gallorömische Stadt erhielt sie eine wachsende Bedeutung bis zum Beginn des Mittelalters. Mit der Sesshaftwerdung der Wikinger gelangte Argentan zur Normandie. Argentan litt das ganze Mittelalter über stark unter den Kriegen zwischen England und Frankreich, in denen es mehrfach erobert und zerstört wurde. Colbert machte Argentan zum Zentrum der Herstellung von Spitzen und setzte es damit in Konkurrenz zu Alençon.
Während der Luftschlacht um England lagen zwischen Juli 1940 und März 1941 deutsche Ju 88 der III. Gruppe des Sturzkampfgeschwader 77 (III./St.G 77) auf dem Flugplatz Arpajon. Seit dem 17. Juni 1940 von deutschen Truppen besetzt, geriet Argentan völlig in die Wirren des Krieges, als es am Nachmittag und Abend des 6. Juni 1944, dem Tag der Landung der alliierten Truppen an den Stränden der Normandie, von mehreren Bombenangriffen heimgesucht wurde. In den Monaten am 7. und 14. Juni 1944 zielten noch zwei weitere Luftangriffe auf Argentan ab. Ziel war die vollständige Zerstörung der Stadt, vor allem der Infrastruktur und der Kommunikationswege. Diese Trümmerhaufen sollten den Vormarsch deutscher Verstärkungen an die Front behindern.
Nach den Ereignissen vom 6. Juni verließen die meisten Argentanais und Flüchtlinge die Stadt, um in den umliegenden Dörfern Schutz zu suchen. Als Hochburg der Résistance im Département waren Argentan und seine Umgebung auch Schauplatz zahlreicher Aktionen der verschiedenen lokalen Netzwerke. Im Juli und August 1944 führte die von deutschen Truppen und der französischen Gestapo gemeinsam durchgeführten Repressionen zu großen Verlusten in den Reihen des Widerstands.
Nach langen Wochen erbitterter Kämpfe in der Bocage und in den Ebenen der Normandie erreichten die alliierten Truppen am 12. August 1944 die südlichen Vororte von Argentan. Am Abend nutzten die ersten Patrouillen der 5. amerikanischen Panzerdivision die Dunkelheit, um in die Stadt einzudringen. Dort stellten sie fest, dass dort in großer Zahl deutsche Truppen mit schwerem Gerät präsent waren. Angriffe der amerikanischen Truppen mit Unterstützung von Freien Französischen Streitkräften scheiterten.

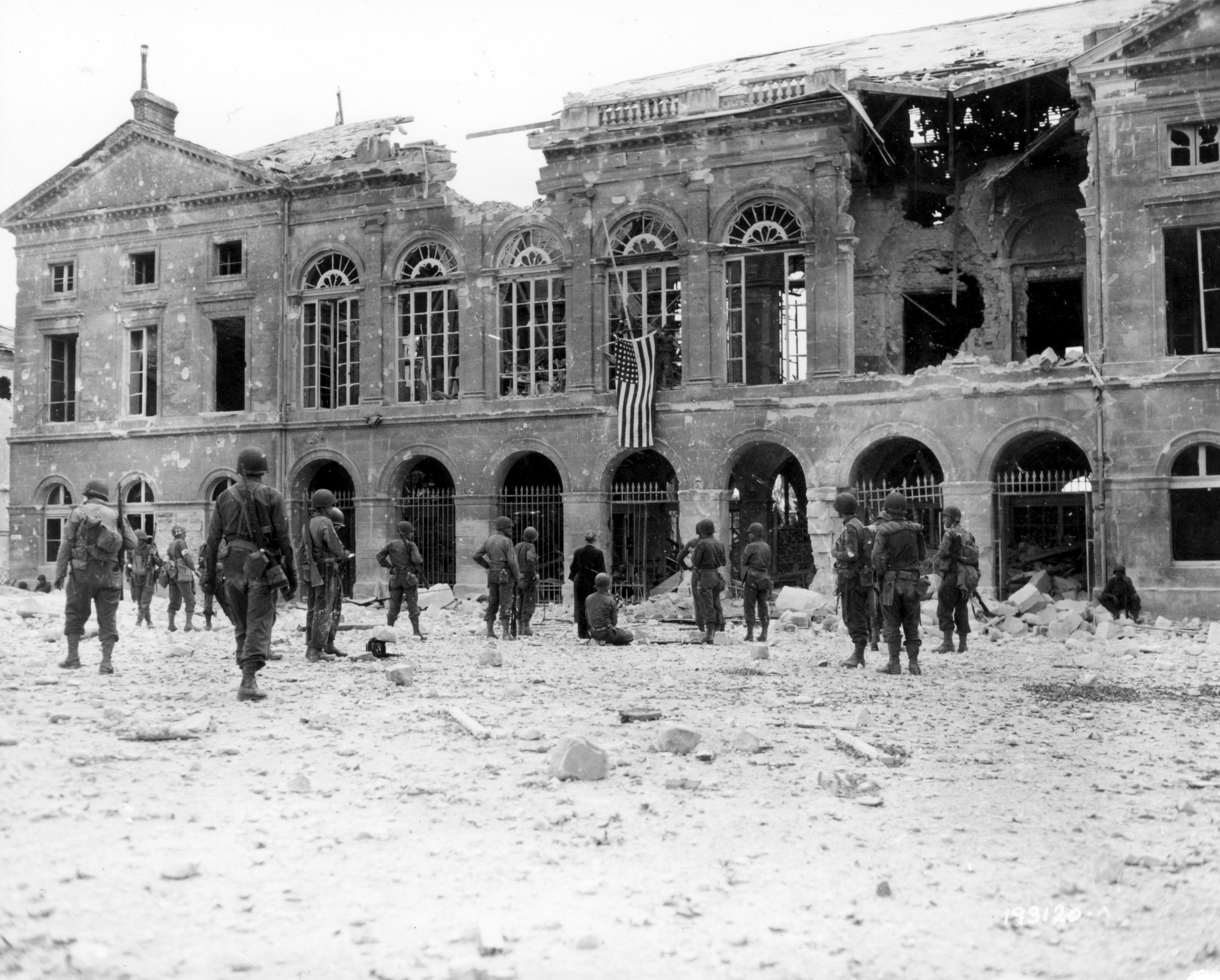
Amerikanische Infanteristen vor dem zerstörten Rathaus am 20. August 1944

Ab dem 14. August erhielten die alliierten Truppen den Befehl, sich vollständig von Argentan zurückzuziehen und ihre Position südlich der Stadt zu belassen. Sie führten höchstens Aufklärungs- und Patrouilleneinsätze in den Vororten durch. Zur gleichen Zeit begannen amerikanische und französische Artillerie mit einem sechstägigen Beschuss der Stadt mit unterschiedlicher Intensität, so dass die letzten deutschen Verteidiger sich schließlich zurückzogen.
Die Soldaten, die Argentan betraten, entdeckten eine Stadt zu 91 % in Trümmern, die aufgrund nächtlicher Bombardierungen teilweise in Flammen stand und in der von den 6000 Einwohnern, die die Stadt vor der Schlacht hatte, nur noch hundert Zivilisten übrig waren. 102 Tote waren zu beklagen. Am Nachmittag fand eine Fahnenverleihungszeremonie statt, bei der der Bürgermeister und amerikanische Offiziere vor den Augen von Fotografen und Filmkameras vor dem teilweise zerstörten Rathaus standen. Am Nachmittag des 20. und 21. August lieferten sich die Amerikaner noch einige Nachhutgefechte in den Wäldern nördlich von Sévigny und Urou-et-Crennes, bevor die Schlacht endgültig endete.

## Bevölkerungsentwicklung
| Jahr                       | 1962   | 1968   | 1975   | 1982   | 1990   | 1999   | 2011   | 2021   |
| -------------------------- | ------ | ------ | ------ | ------ | ------ | ------ | ------ | ------ |
| Einwohner                  | 12.757 | 14.558 | 16.774 | 17.327 | 16.413 | 16.596 | 14.315 | 13.291 |
| Quellen: Cassini und INSEE |        |        |        |        |        |        |        |        |

Das Bevölkerungswachstum der Stadt im 20. Jahrhundert ist im Wesentlichen auf die Mechanisierung der Landwirtschaft in den Dörfern und Gemeinden der Umgebung und die daraus resultierende Abwanderung zurückzuführen.

## Sehenswürdigkeiten

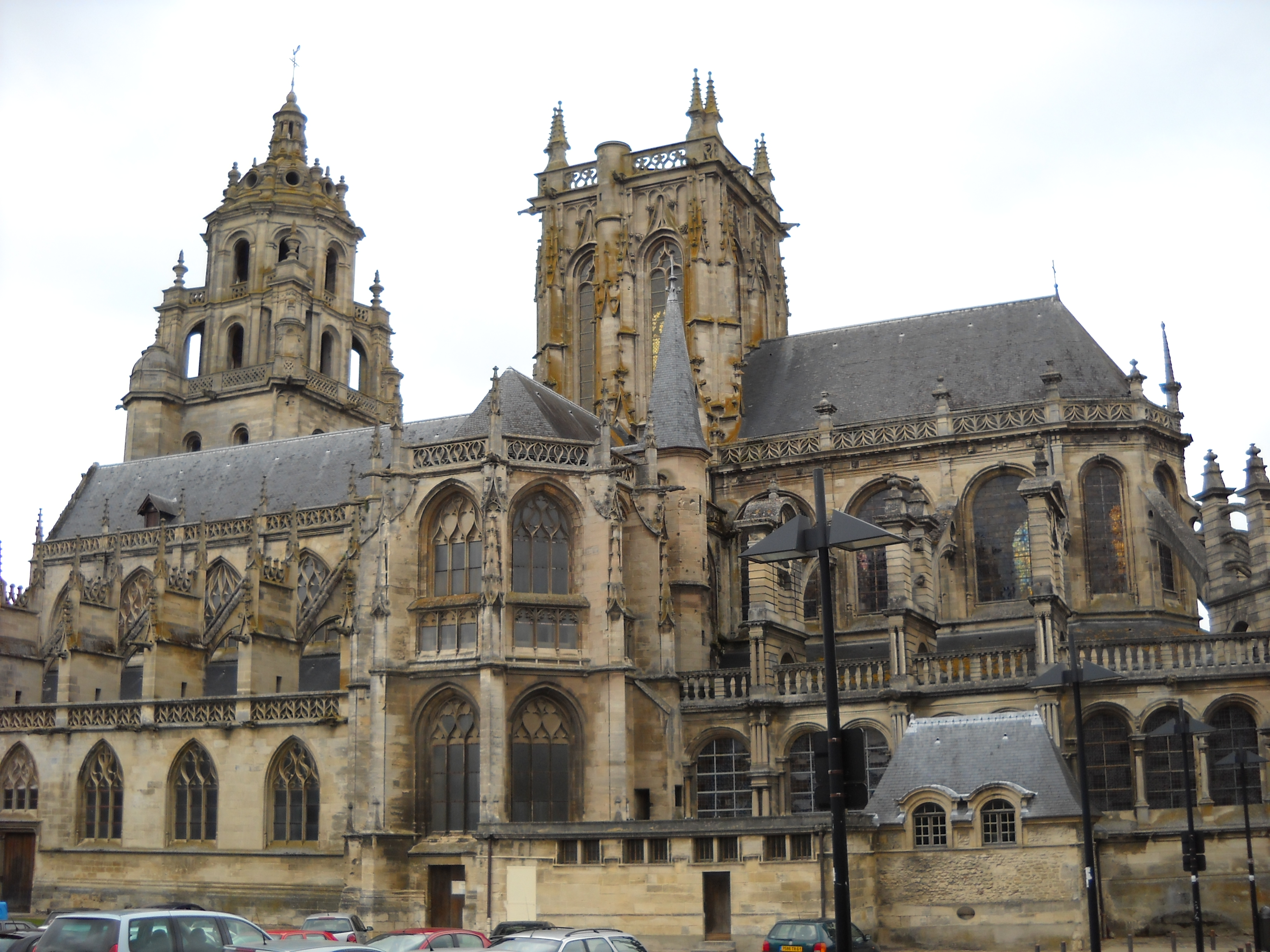
Kirche Saint-Germain

- Donjon von Argentan aus dem 12. und 13. Jahrhundert, Rest der Stadtmauer errichtet von Heinrich I., Herzog der Normandie und Seigneur von Argentan, seit 1945 als Monument historique eingeschrieben
- Mittelalterlicher Turm Marguerite aus dem 14. und 15. Jahrhundert, Teil der Stadtbefestigung, seit 1965 als Monument historique klassifiziert
- Herzogliches Schloss Château des Ducs aus dem 14. Jahrhundert, heute Justizpalast (Palais de Justice), seit 1889 als Monument historique klassifiziert
- Gebäude, genannt „Maison Henri IV“, Fassaden und Dächer seit 1946 als Monument historique eingeschrieben
- Ehemaliges Wohnhaus der Benediktineräbtissin aus dem 17. Jahrhundert, Deckenmalereien seit 1932 als Monument historique klassifiziert, Fassaden und Dächer seit 1982 als Monument historique eingeschrieben
- Ehemaliges Hôtel d’Aumont-de-la-Vente aus dem 17. Jahrhundert, Eingangstor seit 1948 als Monument historique eingeschrieben
- Ehemaliges Hôtel des Comte de Lonlay aus dem 17. Jahrhundert, Eingangstor und darüberliegende Lukarne seit 1948 als Monument historique eingeschrieben
- Maison des Fossés Tanarès, heute Bibliothek, aus dem 14. und 15. Jahrhundert, seit 1948 als Monument historique eingeschrieben
- Haus des Malers Fernand Léger
- Kirche Saint Martin (15.–16. Jahrhundert), seit 1862 als Monument historique klassifiziert
- Kirche Saint Germain (15.–18. Jahrhundert), seit 1889 als Monument historique klassifiziert
- Kapelle Saint Nicolas, ehemalige Burgkapelle aus dem 14. Jahrhundert, seit 1925 als Monument historique eingeschrieben
- Kapelle Saint Roch
- Ehemalige Abteikirche Notre-Dame-de-la-Place mit Ursprüngen aus dem 12. Jahrhundert, 1820 als Wohnhaus umgewidmet, Fassaden und Dächer sowie der Dachstuhl aus dem 15. Jahrhundert seit 1986 als Monument historique eingeschrieben
- Marienstatue aus dem Jahr 1648, seit 1934 als Monument historique eingeschrieben
- Museum für Spitzen (Musée des Dentelles)
- Pferderennbahn von Argentan in Urou-et-Crennes

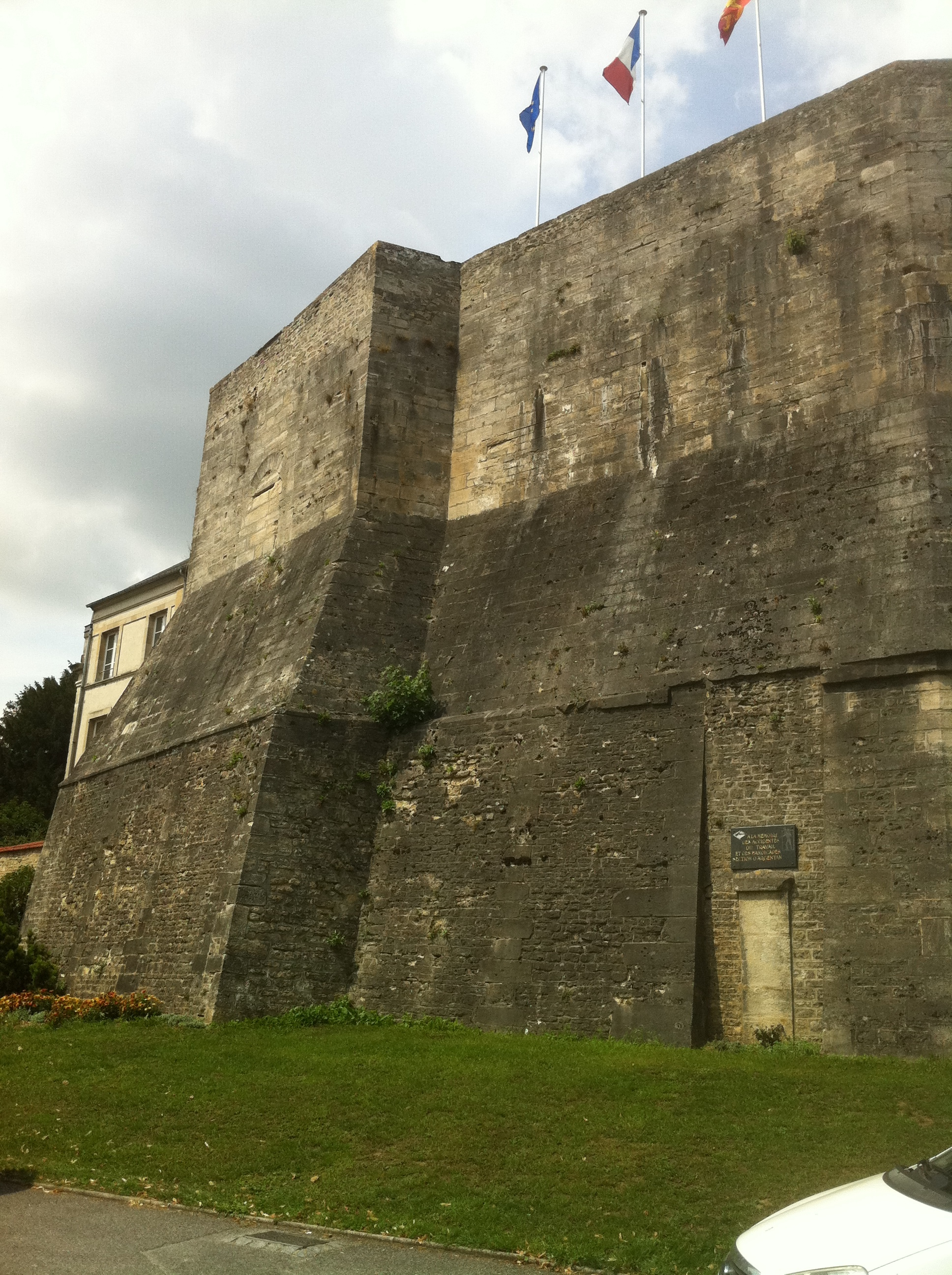
Donjon von Argentan
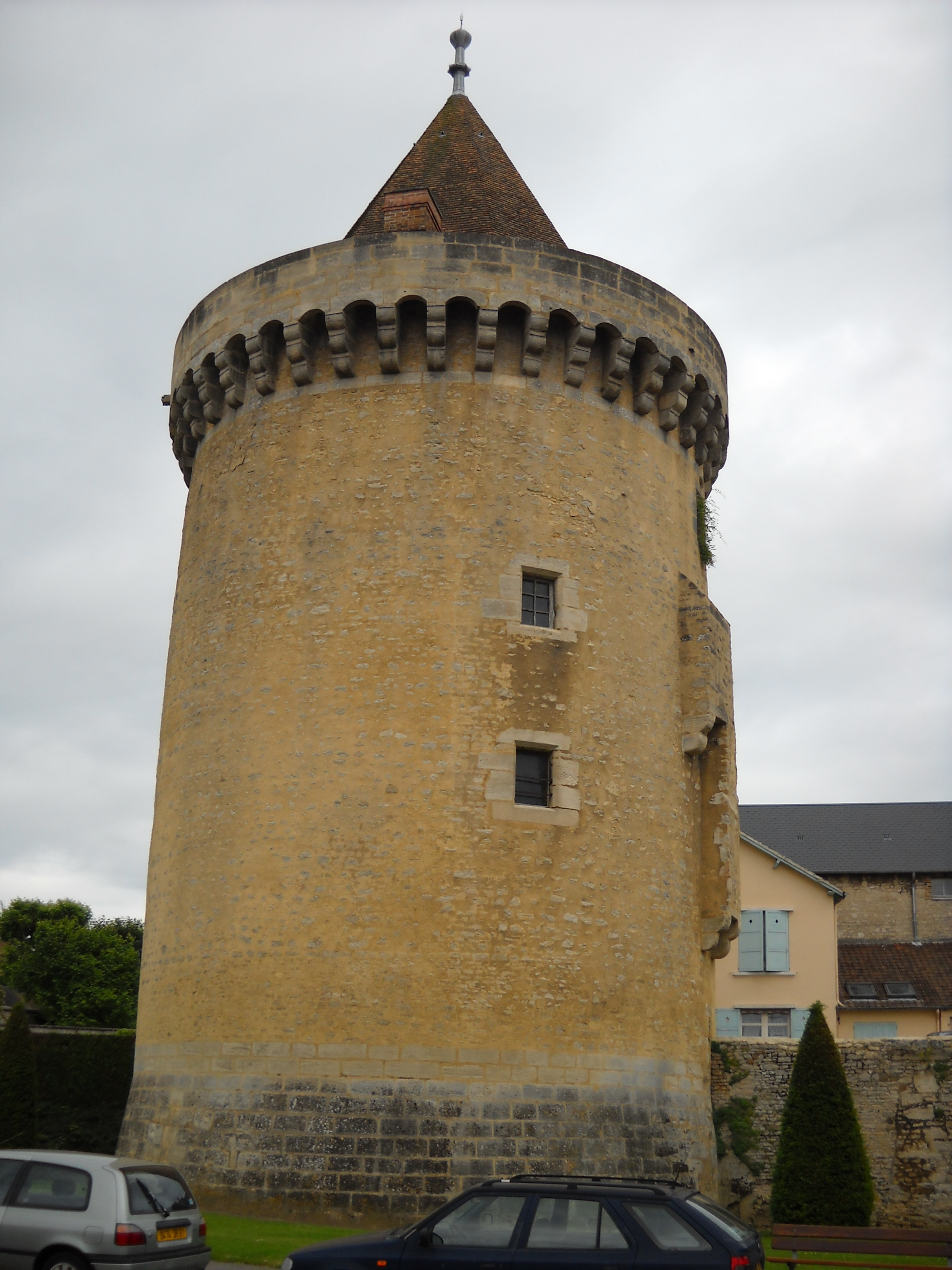
Turm Marguerite
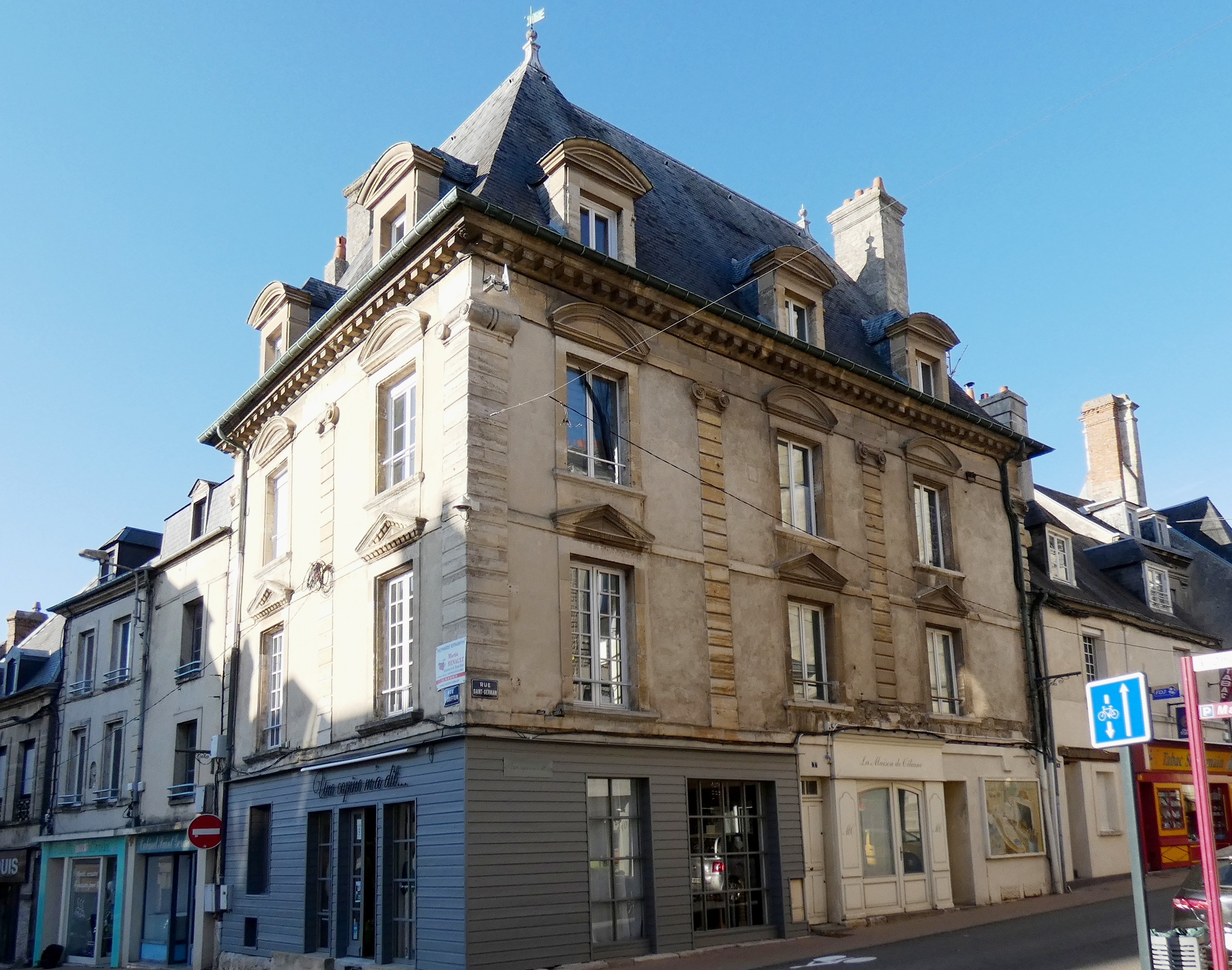
Gebäude, genannt „Maison Henri IV“
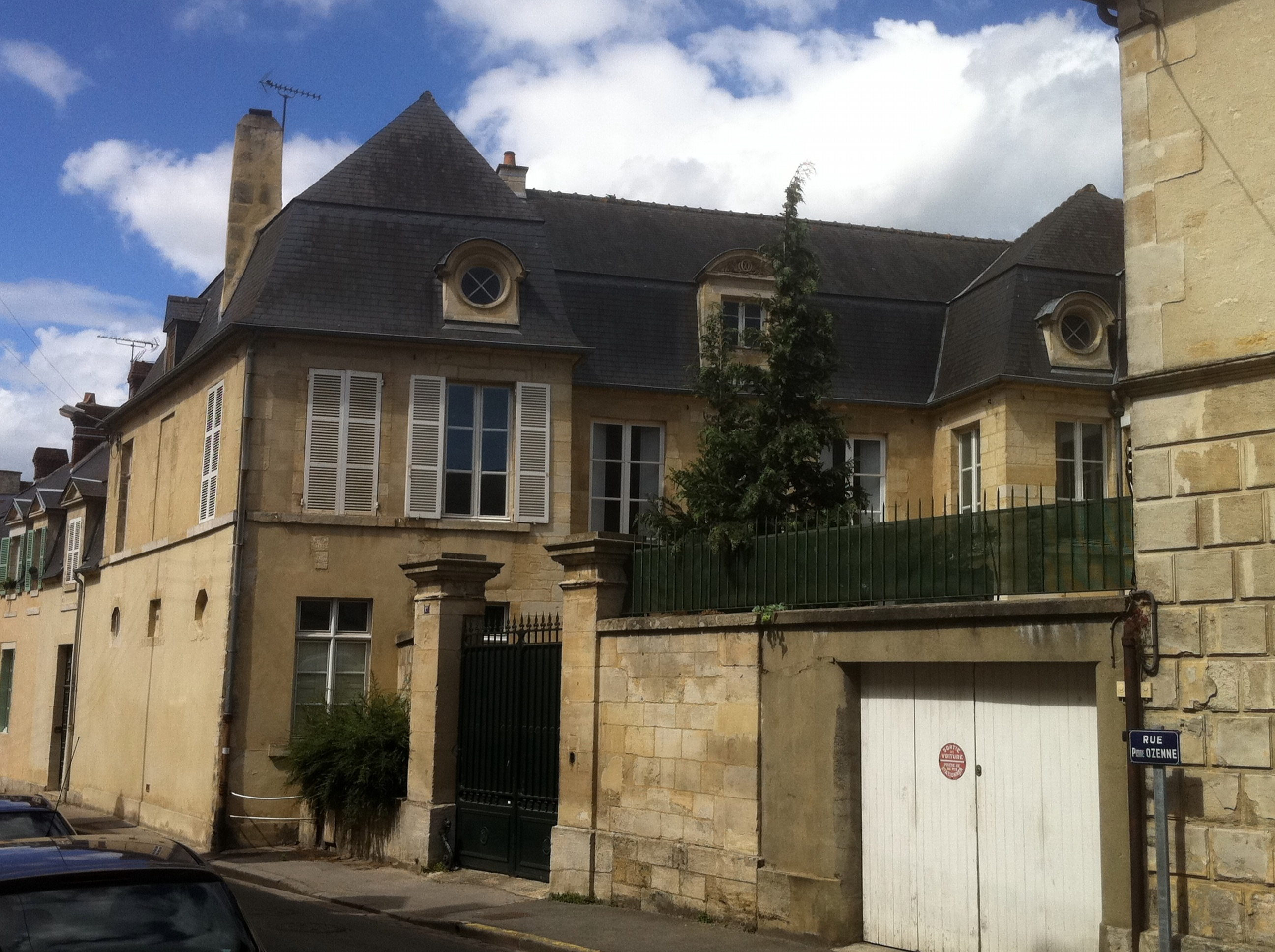
Ehemaliges Hôtel d’Aumont-de-la-Vente
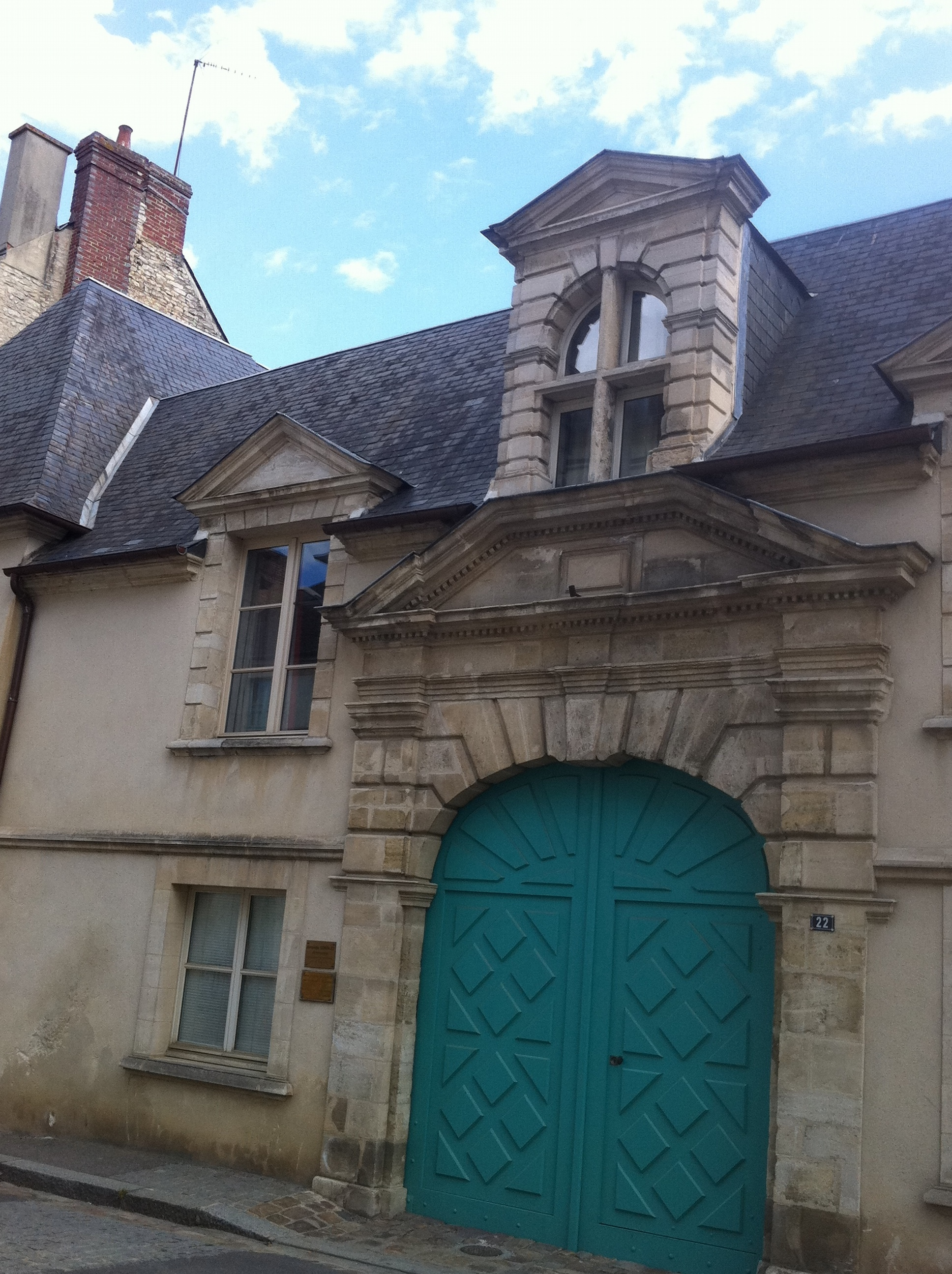
Ehemaliges Hôtel des Comte de Lonlay
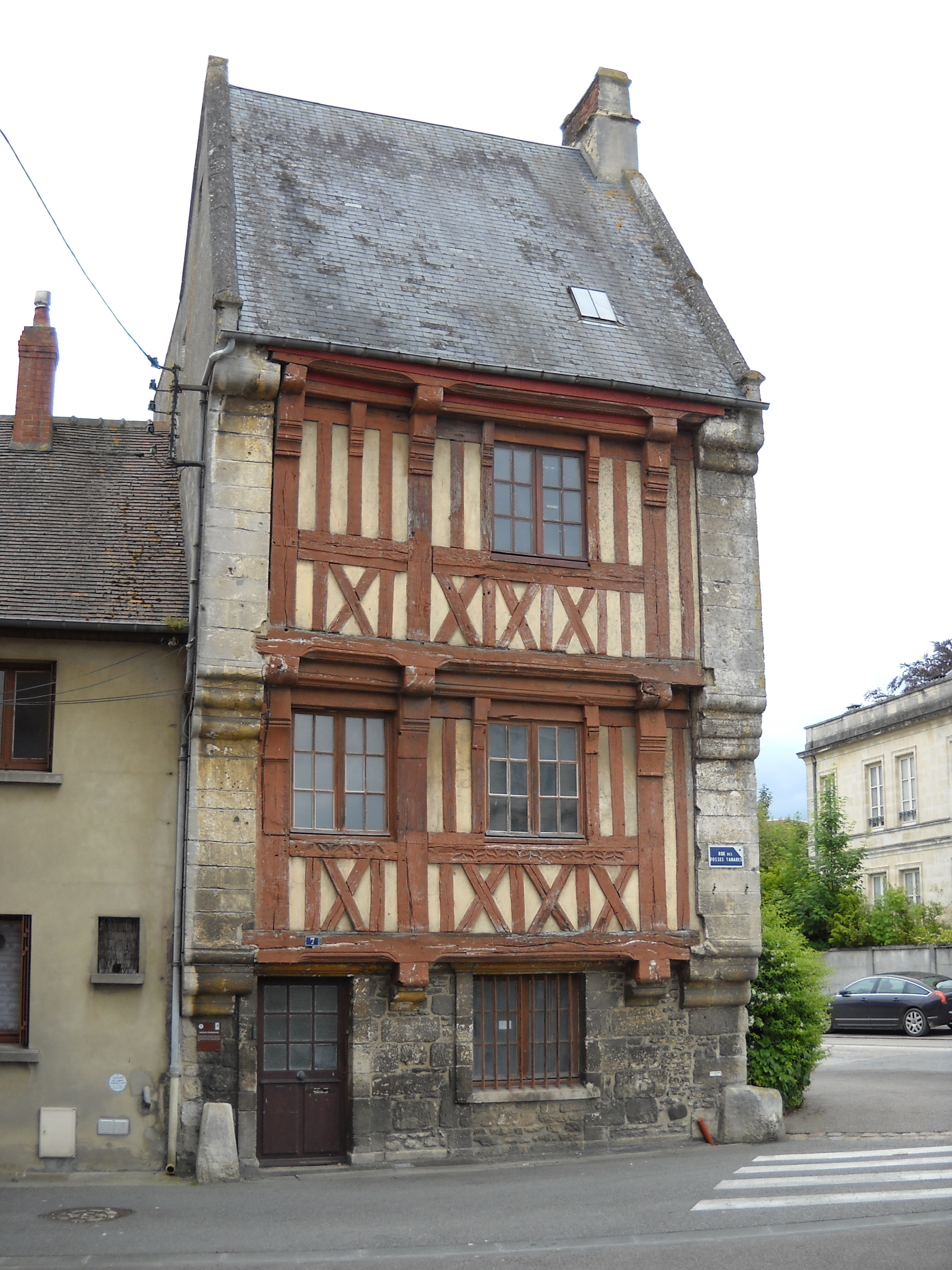
Maison des Fossés Tanarès
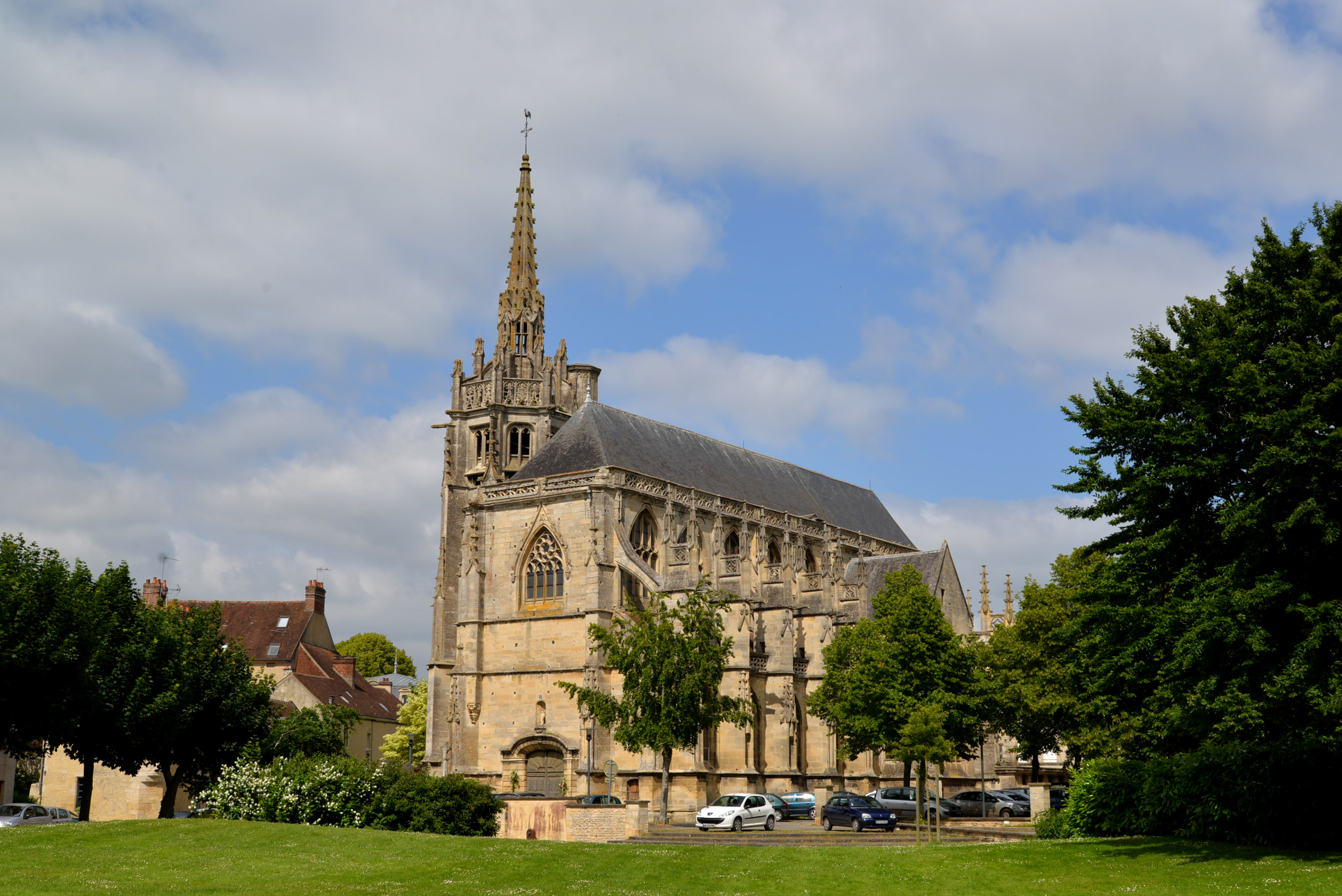
Kirche Saint-Martin
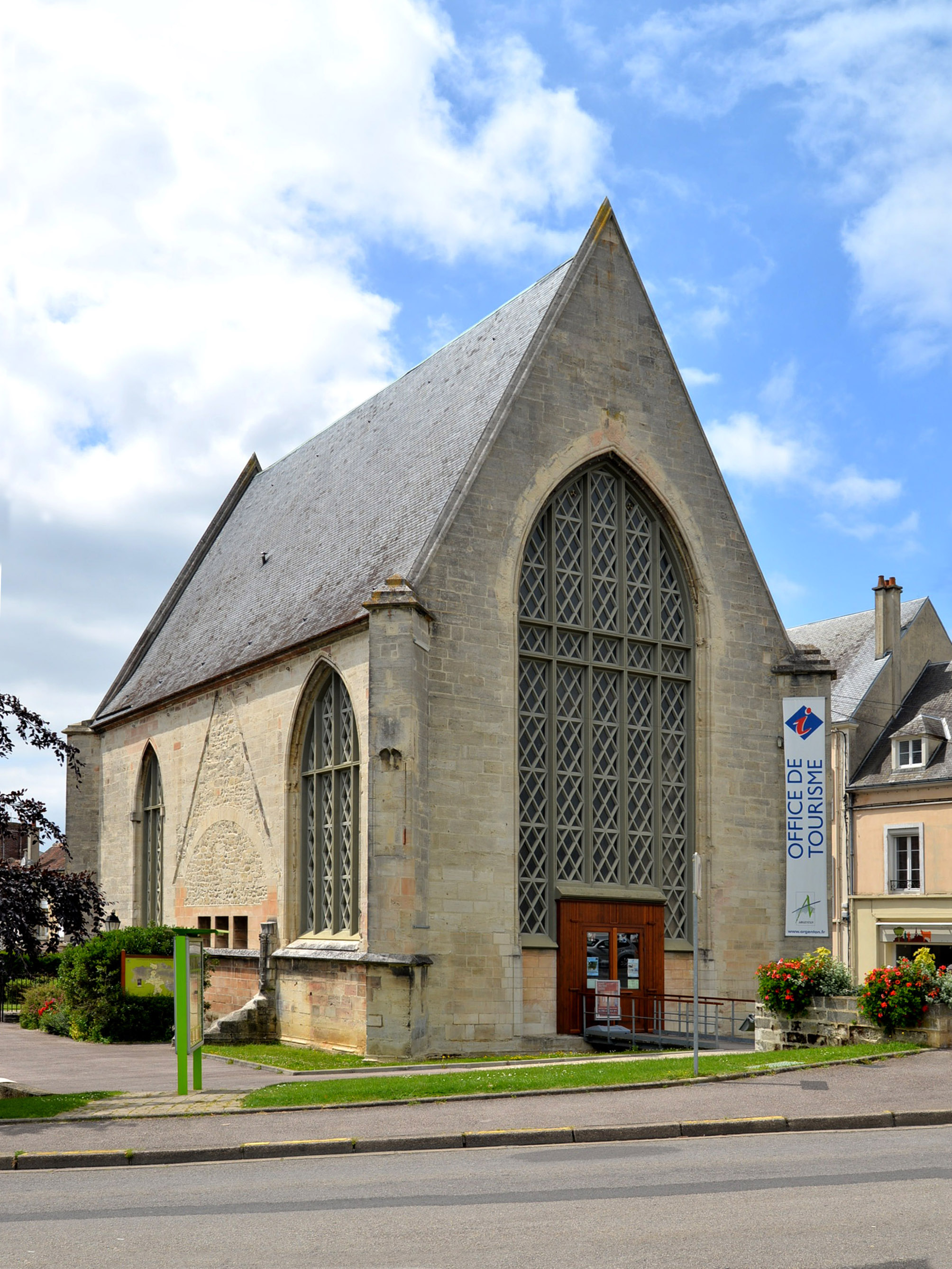
Kapelle Saint-Nicolas
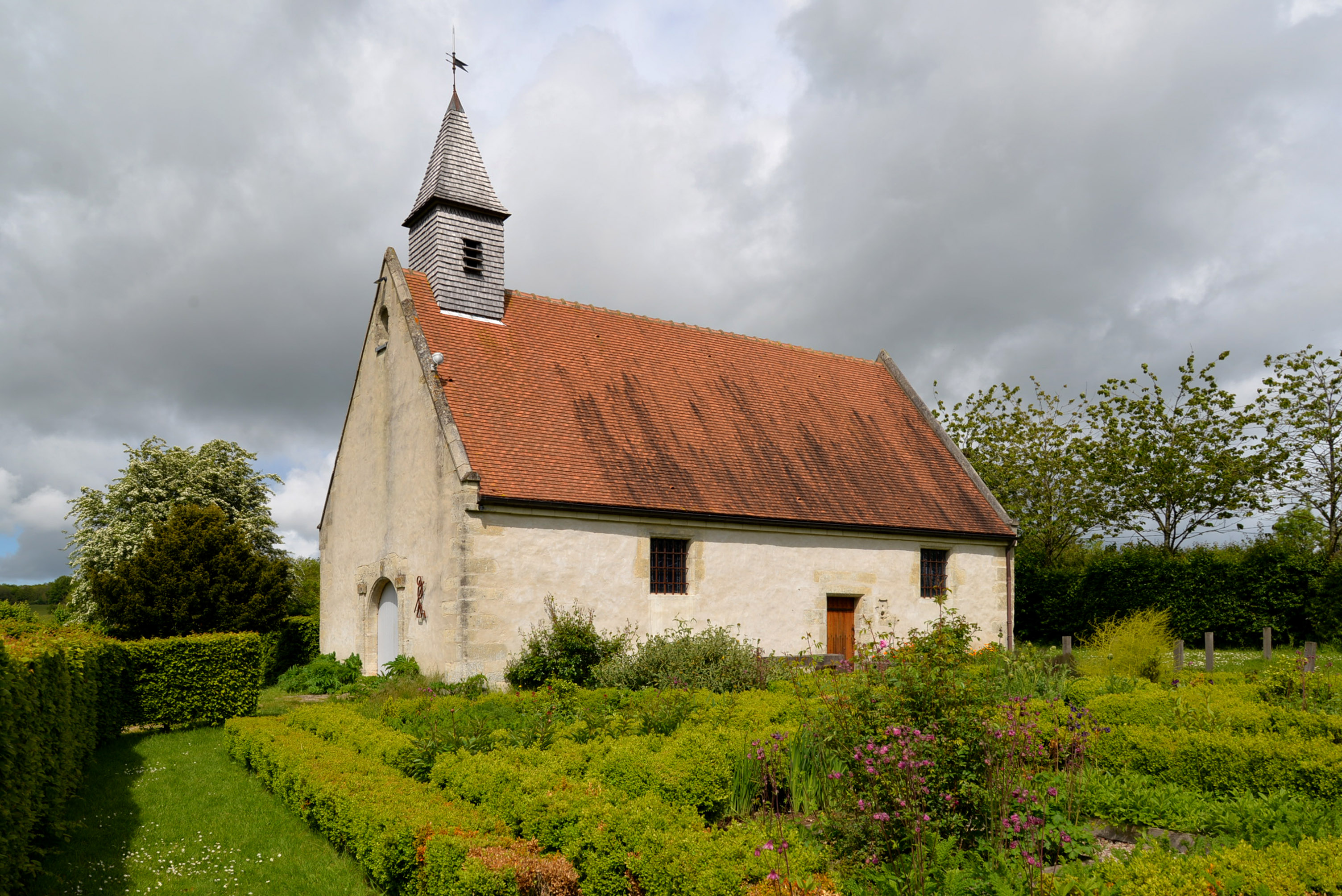
Kapelle Saint-Roch
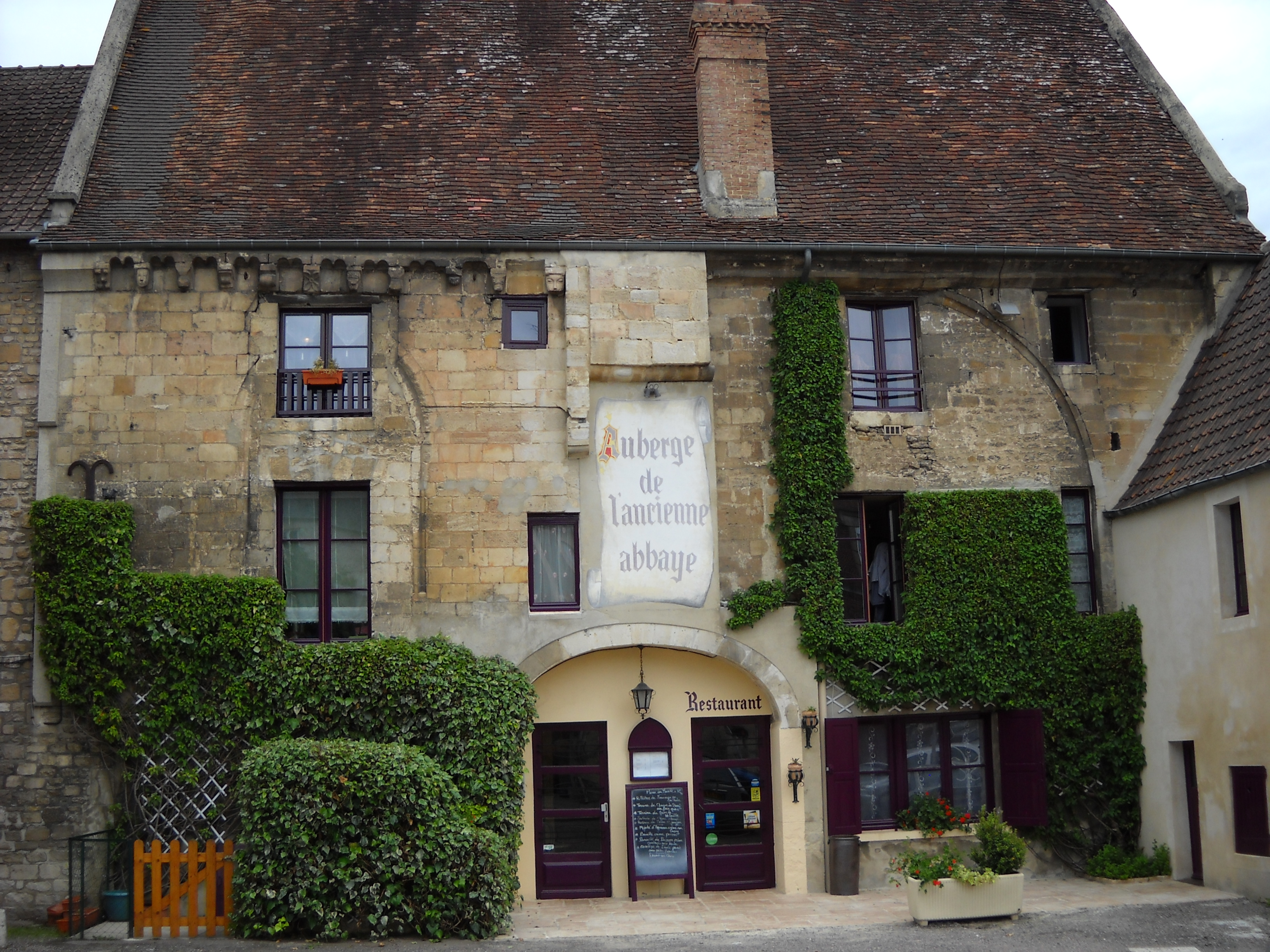
Ehemalige Abteikirche Notre-Dame-de-la-Place
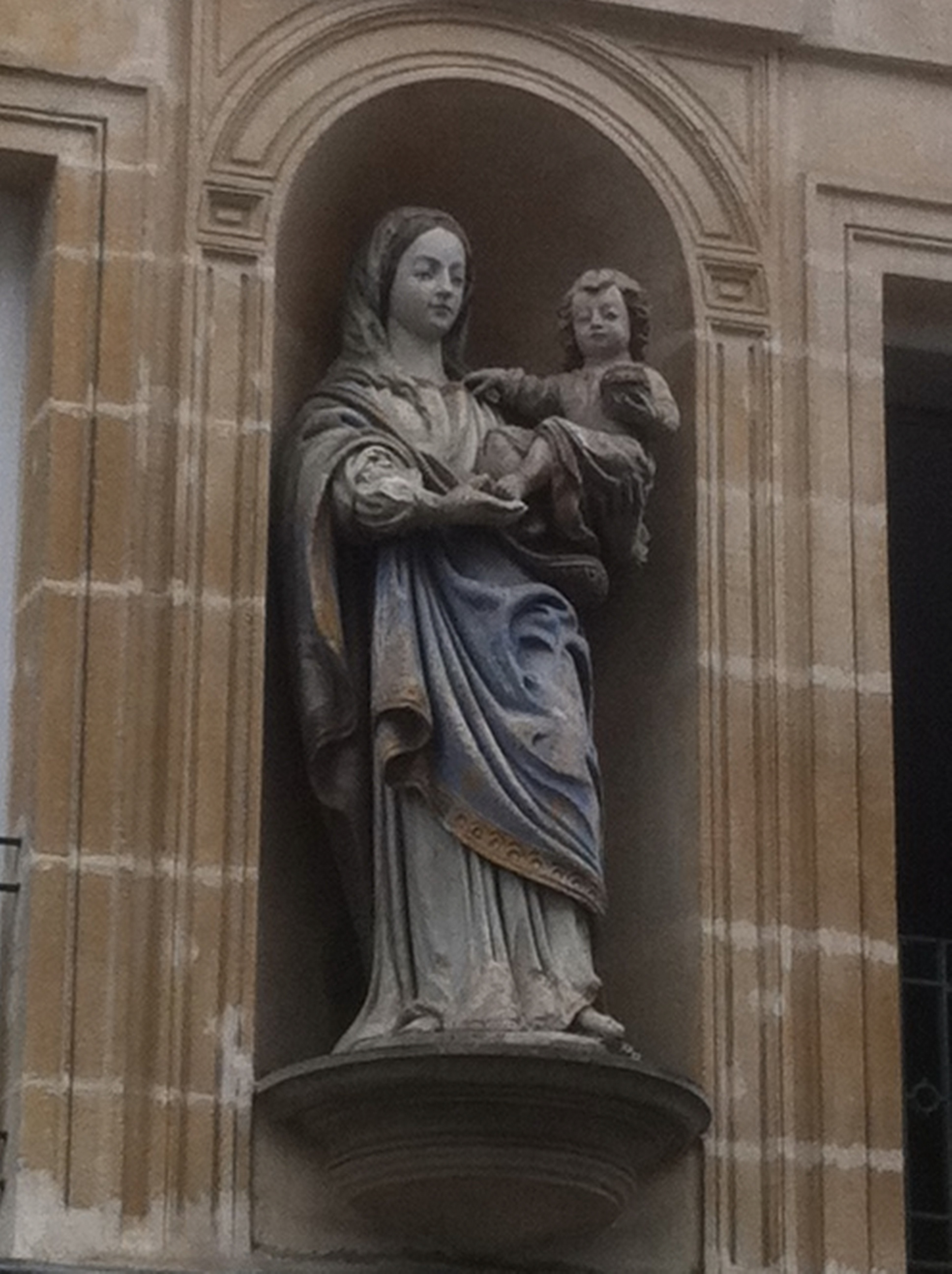
Marienstatue
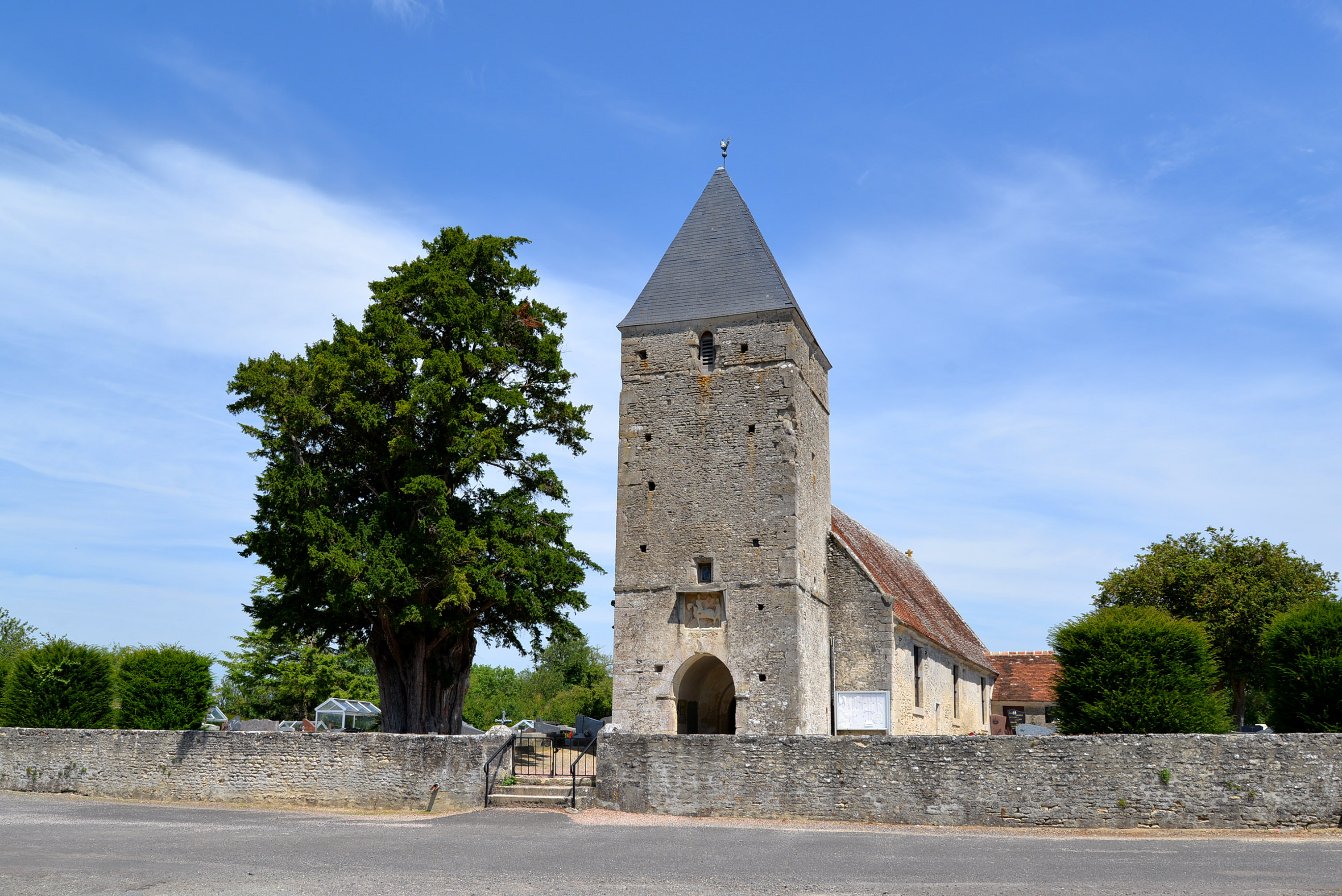
Kirche Saint-Martin-des-Champs
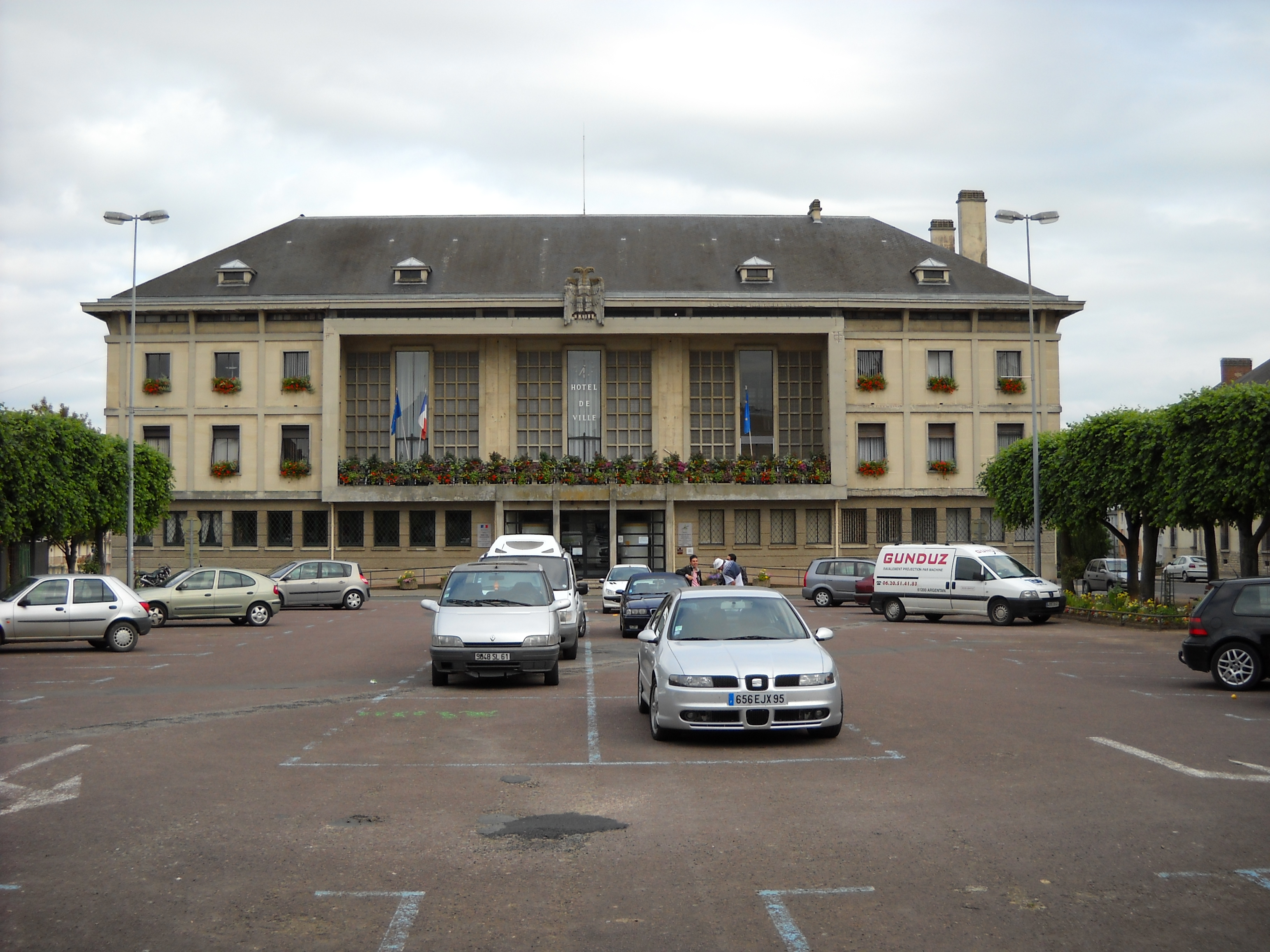
Rathaus (Hôtel de ville)

## Wirtschaft
Die Stadt war Marktort für die Bauern der Umgebung; hier ließen sich Handwerker, Händler und Dienstleister aller Art nieder. Heute verfügt Argentan über ca. 20 Ärzte, ein Krankenhaus, mehrere Grund- und weiterbildende Schulen. Kleinere Industriebetriebe schlossen in den letzten Jahrzehnten die Pforten, aber von Seiten der Stadt bemüht man sich um Neuansiedlungen, was durch die im Jahr 2010 fertiggestellte Autoroute A88 begünstigt werden könnte.
| Unternehmen                        | Branche                                                                                  | Umsatz in € |
| ---------------------------------- | ---------------------------------------------------------------------------------------- | ----------- |
| SA Argentan Distribution           | Supermärkte                                                                              | 69.235.084  |
| Appro-Vert                         | Großhandel (zwischenbetrieblicher Handel) mit Getreide, Rohtabak, Saatgut und Viehfutter | 52.010.444  |
| Soc Ornaise Meubles Monnier – Somm | Möbeleinzelhandel                                                                        | 9.776.389   |
| Transports Damois                  | Straßenferngüterverkehr                                                                  | 7.013.203   |
| Marlef                             | Einzelhandel mit Eisenwaren, Farben und Glas auf großen Flächen (400 m² und mehr)        | 5 .475.130  |

## Bildung
Die Stadt verfügt über
- sechs öffentliche und zwei private Vor- und Grundschulen (Écoles primaires),
- zwei öffentliche und ein privates Collège und
- ein öffentliches und zwei private Lycées, darunter eine Berufsoberschule.[7]

## Verkehr
Argentan liegt an der Kreuzung dreier ehemaliger Nationalstraßen, die um das Zentrum als Ring geführt werden, die Departementsstraßen D 924 und D 926, die ehemalige Route nationale 26 von Verneuil-sur-Avre nach Granville, die D 958, die ehemalige Route nationale 158 von Caen nach Tours und die D 916, die ehemalige Route nationale 816 von Vimoutiers nach Couterne.
Die Autoroute A88 von Falaise nach Sées durchquert den Süden des Gemeindegebiets auf einem etwa 900 Meter langen Abschnitt mit der Anschlussstelle 14 auf die D 958 führend.
Zwei Stadtbuslinien des Gemeindeverbands verkehren täglich in der Stadt Argentan. Busse von vier Linien der Transportgesellschaft Nomad der Region Normandie verbinden Argentan mit Falaise, Vimoutiers, Gacé und Bagnoles de l’Orne Normandie, wobei allerdings drei Linien nur während der Schulzeit verkehren.
Im Bahnhof von Argentan treffen die Bahnstrecken Paris–Granville und Le Mans–Caen aufeinander. Züge von zwei Linien der TER Hauts-de-France halten im Bahnhof und verbinden die Stadt mit Paris, Granville, Caen und Tours über Le Mans. Der Bahnhof Paris-Montparnasse ist in rund zwei Stunden erreichbar.
Der Flugplatz von Argentan (Aérodrome d'Argentan) im Süden des Gemeindegebiets dient zu Starts und Landungen von Kleinflugzeugen zu Freizeit, Fallschirmspringen und Tourismus mit einer Graslandebahn von 1000 Meter Länge.

## Persönlichkeiten

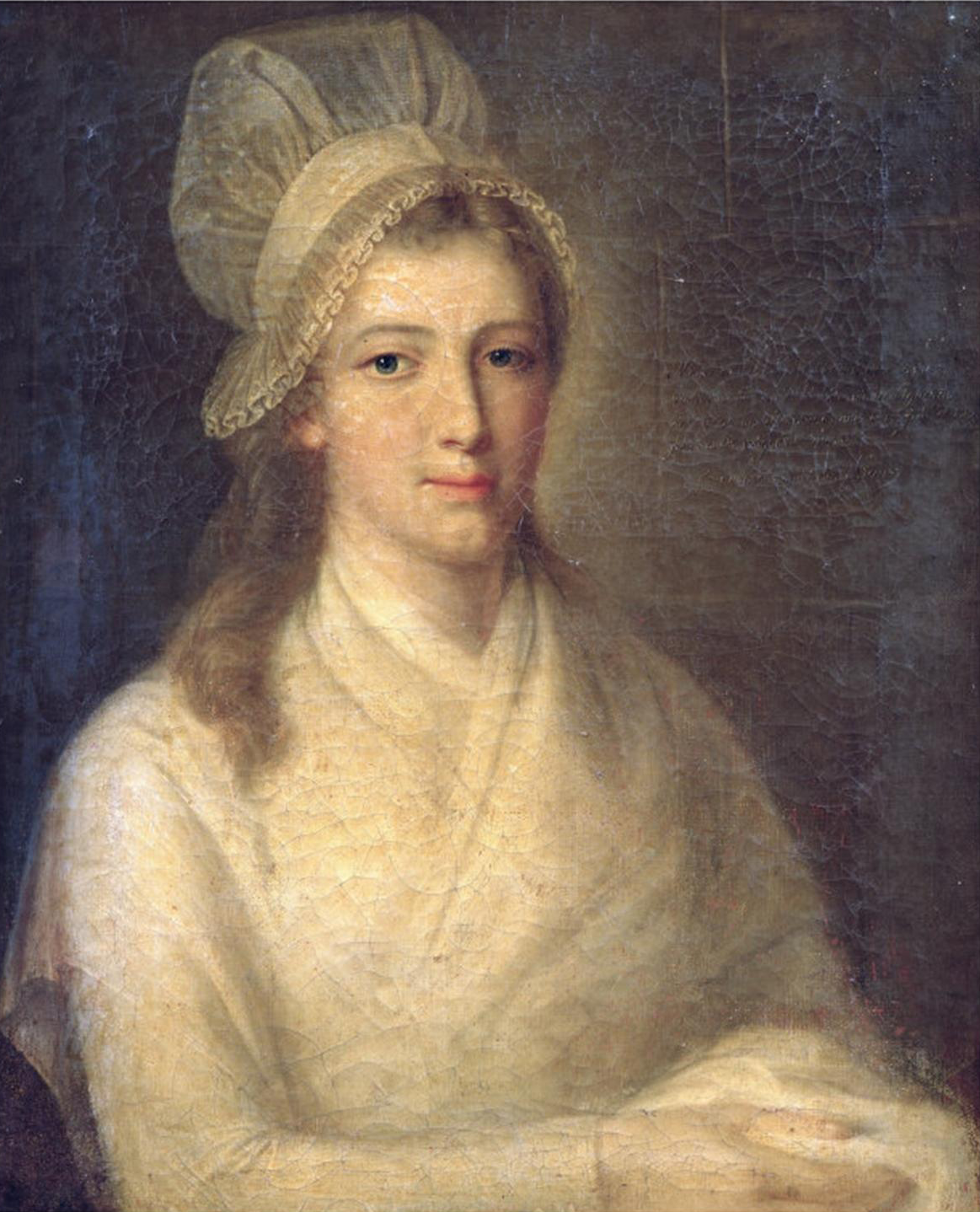
Charlotte Corday

- Herzog Johann II. (1409–1476), Herzog von Alençon und Graf von Le Perche, geboren in Argentan
- Nicolas Chrétien (16. Jahrhundert–17. Jahrhundert), französischer barocker Schriftsteller und Übersetzer, geboren in Argentan
- François Eudes de Mézeray (1610–1683), Historiker
- Charlotte Corday (1768–1793), französische Adlige und Mörderin von Jean Paul Marat
- Émile Deplanche (1824–1875), französischer Marinearzt, Entomologe und Botaniker, geboren und gestorben in Argentan
- Marie Bracquemond (1840–1916), französische Malerin, geboren in Argentan
- Vincent Muselli (1879–1956), französischer Dichter, geboren in Argentan
- Fernand Léger (1881–1955), französischer Maler, geboren in Argentan
- André Mare (1885–1932), französischer Innenarchitekt und Maler, geboren in Argentan
- Gérard Saint (1935–1960), französischer Radrennfahrer – nach ihm ist das „Stade Gérard Saint“ benannt, geboren in Argentan
- Michel Onfray (* 1959), französischer Philosoph und Schriftsteller, geboren in Argentan
- Pierre-Antoine Bozo (* 1966), römisch-katholischer Geistlicher, Koadjutorbischof von La Rochelle, geboren in Argentan
- Tadeusz Tyc (* 1983), franko-polnischer Fußballspieler, geboren in Argentan

## Städtepartnerschaften
Argentan unterhält Partnerschaften zu den folgenden Städten:
- Abingdon, Vereinigtes Königreich
- Baja, Ungarn
- Rotenburg an der Fulda, Deutschland